# Angeot
Angeot (deutsch früher Ingelsod oder Engelsod) ist eine französische Gemeinde mit 353 Einwohnern (Stand: 1. Januar 2022) im Territoire de Belfort in der Region Bourgogne-Franche-Comté. Die Bewohner werden Angelois und Angeloises genannt.

## Geographie
Angeot liegt auf 367 m Höhe, etwa 13 Kilometer nordöstlich der Stadt Belfort (Luftlinie). Das Dorf erstreckt sich im Norden der Burgundischen Pforte, auf dem Plateau im Vorland der Vogesen, am westlichen Rand der breiten Talmulde des Ruisseau de Saint-Nicolas.
Die Fläche des 6,56 km² großen Gemeindegebiets umfasst einen Abschnitt der nur schwach reliefierten Landschaft im Bereich der Burgundischen Pforte (Trouée de Belfort). Der zentrale Teil des Gebietes wird in Nord-Süd-Richtung von der Talebene des Ruisseau de Saint-Nicolas durchquert, die eine Breite von knapp einem Kilometer aufweist. Der Bach entwässert das Gebiet über die Bourbeuse zur Allaine. Die Ebene im Vogesenvorland liegt auf durchschnittlich 380 m. Sie ist überwiegend mit Acker- und Wiesland bedeckt, zeigt aber auch einige Waldflächen. Im Westen erstreckt sich das Gemeindeareal über das Plateau, das durch zwei parallel verlaufende Seitenbäche (darunter der Margrabant) des Ruisseau de Saint-Nicolas untergliedert wird, bis zur Anhöhe von Bethonvilliers. Nach Osten steigt das Gelände leicht an zum bewaldeten Plateau des Haut-Bois, auf dem mit 417 m die höchste Erhebung von Angeot erreicht wird. Dieses Plateau bildet die Wasserscheide zwischen den Einzugsgebieten von Rhone (im Westen) und Rhein (im Osten).
Nachbargemeinden von Angeot sind Felon und Lachapelle-sous-Rougemont im Norden, Eteimbes im Osten, Bellemagny im Südosten, Vauthiermont und Larivière im Süden sowie Lagrange und Saint-Germain-le-Châtelet im Westen.

## Geschichte
Erstmals urkundlich erwähnt wird das Dorf im Jahr 1234 als Angeth. Es besaß damals bereits eine Kirche, die den Mittelpunkt einer großen Pfarrei bildete. Im 13. Jahrhundert gehörte Angeot zur Grafschaft Ferrette, die das Dorf als Lehen an eine lokale Adelsfamilie gab. Mitte des 14. Jahrhunderts gelangte Angeot unter die Oberhoheit der Habsburger und trug in dieser Zeit den deutschen Namen Ingelsott. Zusammen mit dem Sundgau kam das Dorf mit dem Westfälischen Frieden 1648 an die französische Krone. Angeot wurde Hauptort einer Vogtei, die aus zwei Meiereien mit insgesamt acht Gemeinden bestand. Seit 1793 gehörte das Dorf zum Département Haut-Rhin, verblieb jedoch 1871 als Teil des Territoire de Belfort im Gegensatz zum restlichen Elsass bei Frankreich. Seit 1997 war Angeot zunächst mit 12 anderen Gemeinden zum Gemeindeverband Communauté de communes du Tilleul zusammengeschlossen, der 2017 in die Grand Belfort Communauté d’Agglomération aufging.

## Kirche Saint-Sébastien
Die Kirche wurde von 1840 bis 1843 an der Stelle des ehemaligen Herrschaftssitzes neu erbaut, wobei der Glockenturm 1862 erneuert wurde. Im Friedhof befinden sich alte Gräber und ein Kreuz aus der Zeit um 1800.
Siehe auch: Liste der Monuments historiques in Angeot

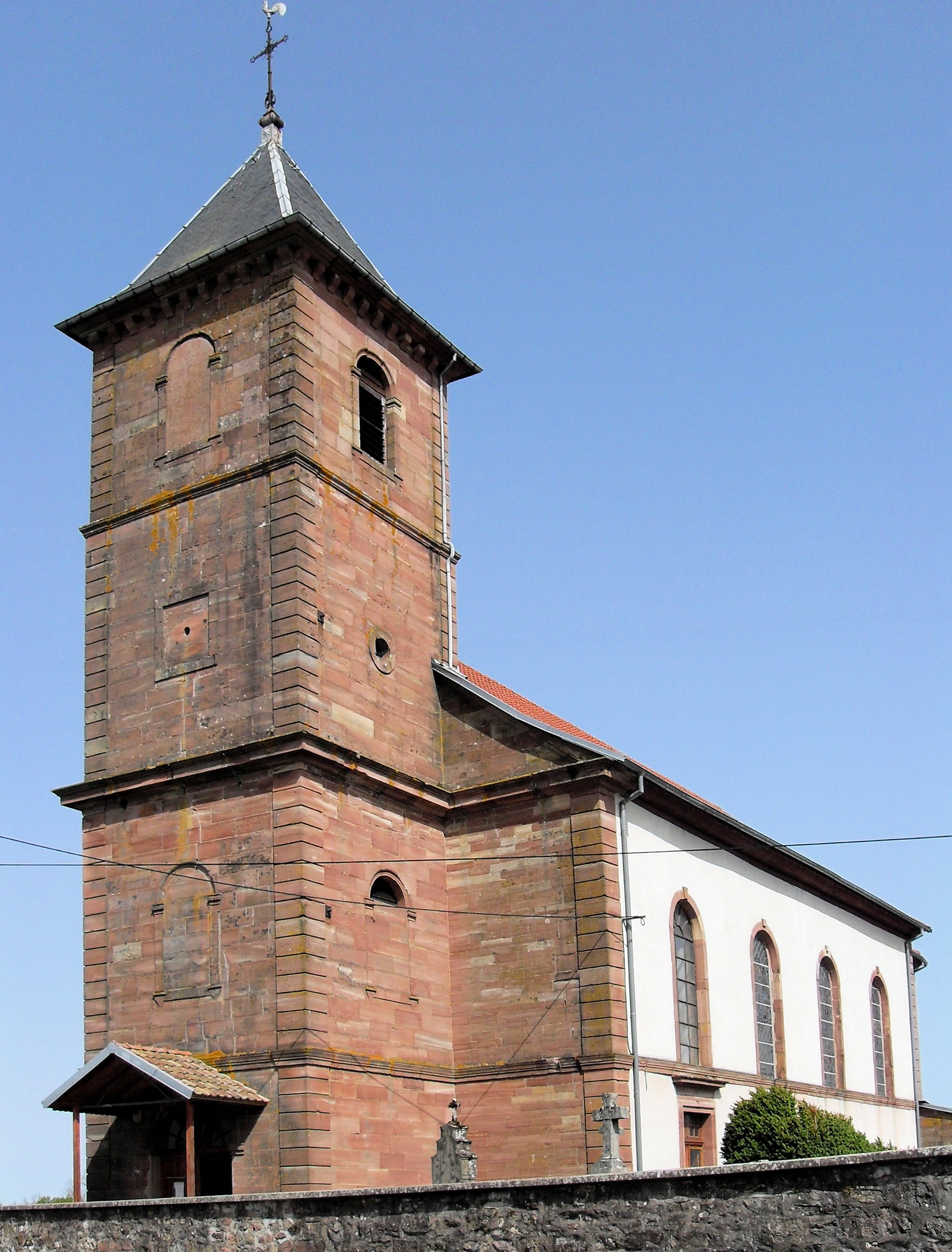
Südwestseite
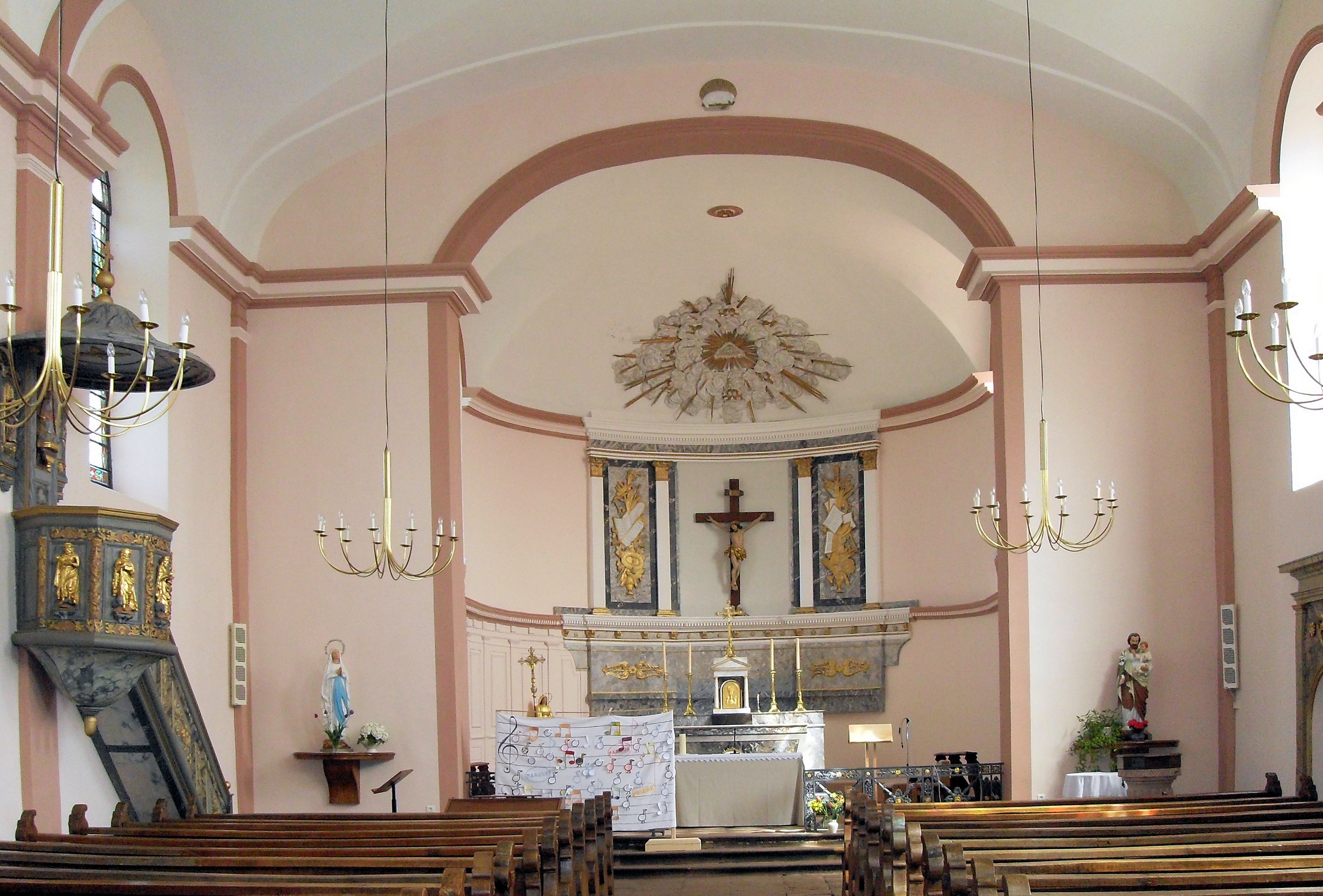
Innenraum

| Bevölkerungsentwicklung | Bevölkerungsentwicklung |
| Jahr                    | Einwohner               |
| ----------------------- | ----------------------- |
| 1962                    | 192                     |
| 1968                    | 181                     |
| 1975                    | 168                     |
| 1982                    | 208                     |
| 1990                    | 243                     |
| 1999                    | 280                     |

## Bevölkerung
Mit 353 Einwohnern (1. Januar 2022) gehört Angeot zu den kleinen Gemeinden des Départements Territoire de Belfort. Nachdem die Einwohnerzahl in der ersten Hälfte des 20. Jahrhunderts deutlich abgenommen hatte (1886 wurden noch 351 Personen gezählt), wurde seit Mitte der 1970er Jahre wieder ein kontinuierliches Bevölkerungswachstum verzeichnet.

## Wirtschaft und Infrastruktur
Angeot war bis weit ins 20. Jahrhundert hinein ein vorwiegend durch die Landwirtschaft (Ackerbau, Obstbau und Viehzucht) und die Forstwirtschaft geprägtes Dorf. Daneben gibt es heute einige Betriebe des lokalen Kleingewerbes und ein Unternehmen des Transportwesens. Mittlerweile hat sich das Dorf zu einer Wohngemeinde gewandelt. Viele Erwerbstätige sind auch Wegpendler, die in den Agglomerationen Belfort und Mülhausen ihrer Arbeit nachgehen.
Die Ortschaft ist verkehrstechnisch gut erschlossen. Sie liegt nahe der Hauptstraße N83, die von Belfort nach Mülhausen führt. Der nächste Anschluss an die Autoroute A 36, welche das Gemeindegebiet durchquert, befindet sich in einer Entfernung von ungefähr fünf Kilometern. Weitere Straßenverbindungen bestehen mit Fontaine und Vauthiermont.